# RRNA

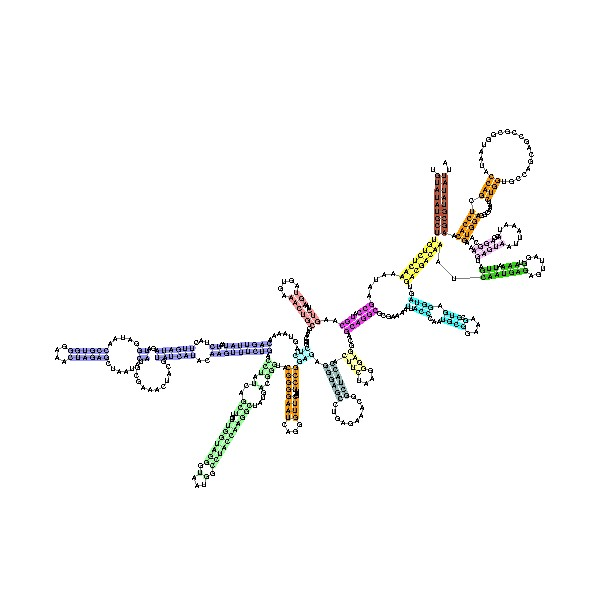
SSU rRNA (rRNA z malé ribozomální podjednotky)

rRNA neboli ribosomální RNA je druh RNA, který se podílí, spolu se specifickými bílkovinami, na tvorbě ribozomu. Protože se rRNA nachází uvnitř ribozomu, je pravděpodobně zodpovědná za jeho funkci. rRNA je ribozym (vykazuje katalytickou aktivitu) a má se za to, že funguje jako peptidyltransferáza (hraje klíčovou roli ve vytváření peptidových vazeb při syntéze proteinů). Je nejhojnějším typem RNA (až 80 % hmotnosti všech RNA v buňce). U prokaryotických organismů jsou 3 různě velké rRNA (23S, 16S, 5S), u eukaryotických buněk až 4 druhy rRNA (28S, 18S, 5,8S, 5S). Je jednovláknová, ale určité části molekul mají strukturu dvojité šroubovice. Vzniká v jadérku.
Sekvenace rRNA umožňuje vědcům nahlédnout do příbuzenských vztahů mezi biologickými druhy, protože geny, které ji kódují, mají nízkou variabilitu.
Geny pro rRNA jsou kódovány na tzv. rDNA.

## Preribozomální RNA
Preribozomální RNA (pre-rRNA) je velká molekula RNA sloužící jako primární transkript (prekurzor), jehož sestřihem vznikají tři důležité eukaryotické rRNA molekuly, 5.8S, 18S a 28S. Celková velikost pre-rRNA (v jednotkách sedimentační konstanty) činí 38S u octomilky, 40S u drápatky a 45S u lidských HeLa buněk. Transkripce genů pro pre-rRNA probíhá v jadérku. Posléze dochází k jejich maturaci na skutečnou ribozomální RNA.
Bakterie také mají pre-rRNA, ale situace je mírně odlišná.